# ونزلسکا
ونزلسکا (به فرانسوی: Venzolasca) یک کمون در فرانسه است که در کرس شمالی واقع شده‌است.

## خصوصیات
ونزلسکا ۱۶٫۱۵ کیلومترمربع مساحت و ۱٬۶۸۰ نفر جمعیت دارد و ۳۵۰ متر بالاتر از سطح دریا واقع شده‌است.